# Torbjörn Kornbakk
Torbjörn Jarle Kornbakk (ur. 28 maja 1965 w Göteborgu) – szwedzki zapaśnik. Brązowy medalista olimpijski z Barcelony.
Brał udział w dwóch igrzyskach (IO 92, IO 96). Walczył w stylu klasycznym, najczęściej w kategorii półśredniej (do 74 kg). Największy sukces odniósł na igrzyskach w 1992, zdobywając brąz. Był brązowym medalistą mistrzostw świata w 1994 (do 74 kg). Zostawał mistrzem Europy w 1990 i 1997, sięgał po srebro w 1989 i brąz w 1991 i 1994. Trzeci na igrzyskach bałtyckich w 1993. Drugi w Pucharze Świata w 1990. Zdobył trzy medale na mistrzostwach nordyckich w latach 1988 - 1996.
Jego brat Marthin także był zapaśnikiem i olimpijczykiem.